# Саутмонт (Северна Каролина)
Саутмонт (енгл. Southmont) насељено је место без административног статуса у америчкој савезној држави Северна Каролина.

## Демографија
По попису из 2010. године број становника је 1.470.
| Група             | 2000.    | 2010.         |
| Белци             | 0 (0,0%) | 1.346 (91,6%) |
| Афроамериканци    | 0 (0,0%) | 59 (4,0%)     |
| Азијати           | 0 (0,0%) | 6 (0,4%)      |
| Хиспаноамериканци | 0 (0,0%) | 26 (1,8%)     |
| Укупно            | 0        | 1.470         |